# Universe Sandbox
Universe Sandbox is een simulator ontwikkeld in samenwerking met NASA  voor onderwijsdoeleinden en geeft de gebruiker de gelegenheid om een universum te creëren en te beïnvloeden.
De simulator maakt gebruik van natuurkundige berekeningen om manen, planeten, zonnen, planetoïden en sterrenstelsels invloed op elkaar uit te laten oefenen. De gebruiker heeft een groot scala aan tools om nieuwe objecten toe te voegen en deze, evenals bestaande objecten, te beïnvloeden en manipuleren. Zo kan men biljart spelen met de planeten in het zonnestelsel of alle waarden van een object uitlezen voor wetenschappelijk onderzoek, ontwikkeling of studie.